# Nicole Joraanstad
Nicole Joraanstad (ur. 10 listopada 1980 w Seattle, Waszyngton), amerykańska praworęczna curlerka, olimpijka. Gra jako trzecia w zespole Allison Pottinger.
Joraanstad zaczęła grać w curling w 1995 dzięki ojcu Gary’emu, który wystąpił w MŚ 1987. Już po trzech latach gry zajęła 3. miejsce w mistrzostwach kraju juniorów, kolejne dwa występy kończyła występami w finale. Triumf w tych zawodach odniosła w latach 2000 i 2001. Podczas MŚJ 2000 była trzecią w zespole Laury Delaney, Amerykanki zdobyły brązowe medale pokonując w małym finale 8:5 Szwajcarki (Carmen Schäfer). W następnym sezonie skipem została Nicole, ponieważ rok starsza Delaney przekroczyła wiek juniorski. Zespół zajął 7. miejsce na MŚJ 2001.
Po przekroczeniu wieku juniorskiego w sezonie 2001/2002 Joraanstad dołączyła do zespołu Patti Lank, w którym początkowo była rezerwową, a później objęła pozycję drugiej. Z nową drużyną dwukrotnie reprezentowała USA na mistrzostwach świata, na Mistrzostwach Świata 2002 Amerykanki zajęły 8. miejsce, Nicole nie wystąpiła w żadnym ze spotkań. Po dwóch latach drużyna awansowała do fazy play-off, jednak przegrała dwa mecze i zajęła 4. lokatę.
W sezonie 2005/2006 Nicole Joraanstad dołączyła do Debbie McCormick. Ich pierwszy wspólny występ na MŚ w 2006 zakończył się zdobyciem srebrnego medalu, w finale Amerykanki przegrały 9:10 przeciwko Szwedkom (Anette Norberg). W 2007 ekipa z Madison zajęła 4. miejsce, a w kolejnych dwóch występach 7. i 9.
W lutym 2009 zespół McCormick wygrał United States Olympic Curling Team Trials 2010 i dzięki temu wystąpił  na Zimowych Igrzyskach Olimpijskich 2010. W turnieju Amerykanki uplasowały się na ostatniej, 10. pozycji. Joraanstad zagrała we wszystkich meczach.
Od sezonu 2010/2011, po odejściu Debbie McCormick zagrywa kamienie jako trzecia. W 2012 drużyna dowodzona przez Pottinger zwyciężyła w rywalizacji krajowej i wystąpiła na MŚ 2012, gdzie zajęła 5. miejsce.

## Wielki Szlem
| Turniej                | 2006/2007 | 2007/2008 | 2008/2009 | 2010/2011 | 2011/2012 | 2012/2013 |
| ---------------------- | --------- | --------- | --------- | --------- | --------- | --------- |
| Autumn Gold            | A         | A         | A         | x         | x         | x         |
| Manitoba Lotteries     | x         | QF        | x         | x         | A         | A         |
| Wayden Transportation  | A         | A         | A         | —         | —         | —         |
| Sobeys Slam            | —         | A         | A         | A         | —         | —         |
| Colonial Square        | ?*        | ?*        | A*        | A*        | x*        | x         |
| Masters                | ?*        | ?*        | ?*        | x*        | x*        | x         |
| Players’ Championships | A         | A         | A         | A         | A         | A         |

| —  | = turniej nie odbył się                                  |
| A  | = nie uczestniczyła                                      |
| x  | = nie zakwalifikowała się do fazy finałowej              |
| QF | = ćwierćfinał                                            |
| SF | = półfinał                                               |
| F  | = finał                                                  |
| W  | = zwycięstwo                                             |
| *  | = turniej niezaliczany wówczas do cyklu Wielkiego Szlema |

## Drużyna
|           | Czwarta           | Trzecia           | Druga             | Otwierająca       |
| --------- | ----------------- | ----------------- | ----------------- | ----------------- |
| od 2011   | Allison Pottinger | Nicole Joraanstad | Natalie Nicholson | Tabitha Peterson  |
| 2010/2011 | Allison Pottinger | Nicole Joraanstad | Natalie Nicholson | Sarah Lehman      |
| 2005/2010 | Debbie McCormick  | Allison Pottinger | Nicole Joraanstad | Natalie Nicholson |
| 2003/2005 | Patti Lank        | Erika Brown       | Nicole Joraanstad | Natalie Nicholson |
| 2001/2002 | Patti Lank        | Erika Brown       | Allison Pottinger | Natalie Nicholson |
| 2000/2001 | Nicole Joraanstad | Kirsten Finch     | Katlyn Schmitt    | Rebecca Dobie     |
| 1999/2000 | Laura Delaney     | Nicole Joraanstad | Kirsten Finch     | Rebecca Dobie     |